# Crudia tomentosa
Crudia tomentosa là một loài thực vật có hoa trong họ Đậu. Loài này được (Aubl.) J.F.Macbr. miêu tả khoa học đầu tiên.